# Gartenriedermühle

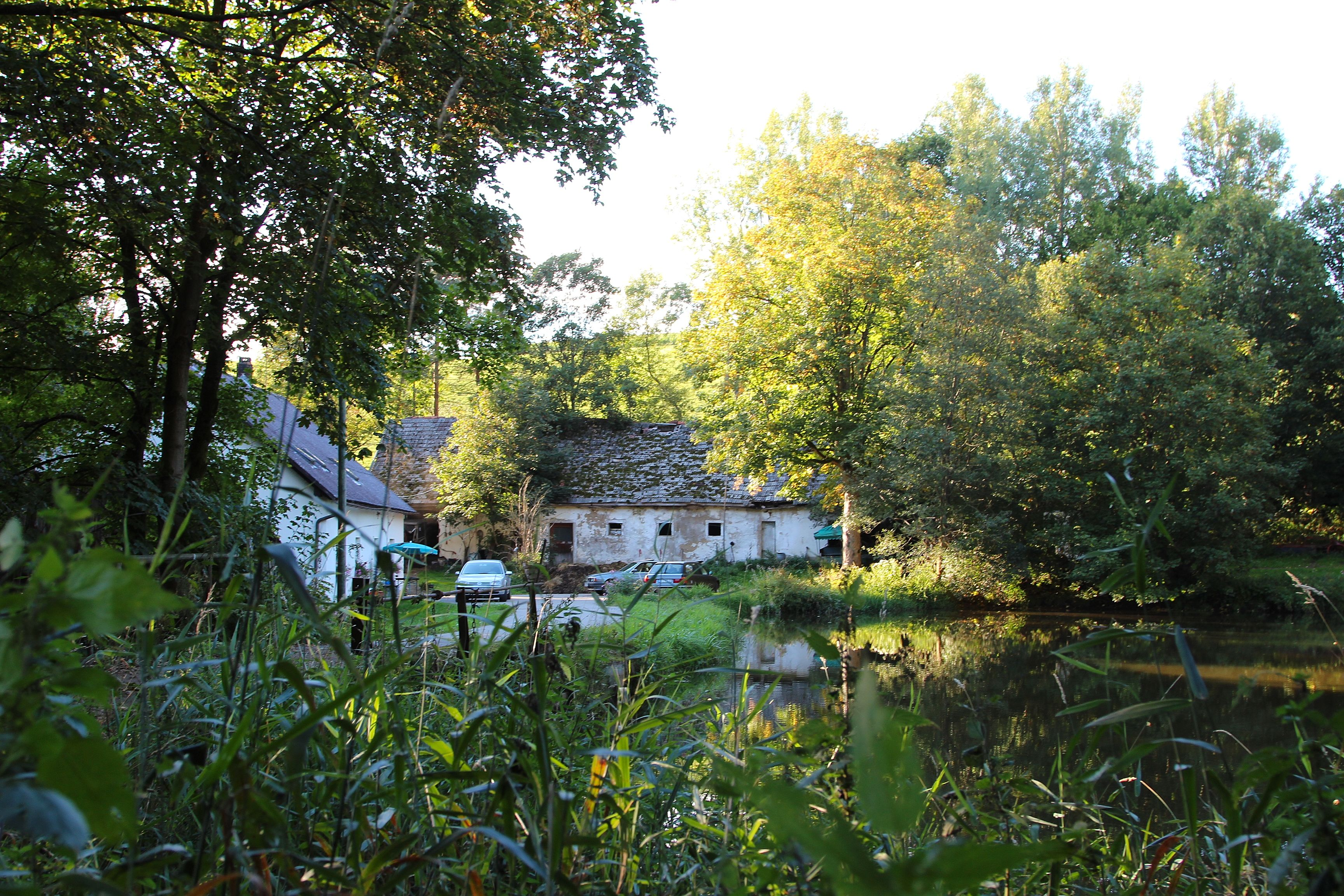
Gartenriedermühle (2013)

Gartenriedermühle ist ein Ortsteil der Stadt Oberviechtach im Oberpfälzer Landkreis Schwandorf in Bayern.

## Geographische Lage
Die Einöde Gartenriedermühle liegt ungefähr 600 m westlich von Pirkhof an einem kleinen Weiher zu dem die Murach hier aufgestaut ist.
Zwischen Gartenriedermühle und Hermannsriedermühle (zu Teunz) fließt die Murach durch ein Engtal,
eine Durchbruchsstrecke zwischen dem 532 m hohen Fuchsberg im Norden und dem 643 m hohen Roßhaupt im Süden.

## Geschichte
Zum Stichtag 23. März 1913 (Osterfest) wurde Gartenriedermühle als Teil der Pfarrei Pullenried mit einem Haus und neun Einwohnern aufgeführt.
Am 31. Dezember 1990 hatte Gartenriedermühle zwei Einwohner und gehörte zur Expositur Wildeppenried.